# 神風 (映画)
『神風』（かみかぜ、原題：KAMIKAZE）は、1986年に製作されたフランス映画。リュック・ベッソン製作、ディディエ・グルッセの初監督作品である。

## ストーリー
研究企業に勤めていたアルベールは、ある日、事業縮小を理由に解雇されてしまう。
する事がなくなった彼は、毎日テレビ漬けの日々を送るうちに精神に異常をきたし、次第にテレビの出演者に対して、激しい怒りを示すようになる。
企業では理解されなかったが、科学者としては天才的だったアルベールは、テレビの受信アンテナを改造し、機関銃のような機器を接続した。これは、テレビに映った（生放送中の）出演者を射殺できるだけでなく、弾痕はあるものの弾そのものが存在しないという、「完全犯罪」を実現するものであった。
ロマン刑事は、この完全犯罪に挑むべく捜査を開始する……。

## エピソード
リュック・ベッソンが、自身が監督を務めた『最後の戦い』、および『サブウェイ』において、助監督を務めたディディエ・グルッセを監督に起用、自身は製作に注力した作品である。
またリシャール・ボーランジェが、実の娘である、ロマーヌ・ボーランジェと初共演した作品でもある（ロマーヌ自身にとってはデビュー作となる）。

## キャスト
役名：俳優
- アルベール：ミシェル・ガラブリュ
- ロマン刑事：リシャール・ボーランジェ
- ジュリー：ロマーヌ・ボーランジェ